# Juan Carlos Picazo Elordy
Juan Carlos Picazo Elordy (Buenos Aires, 29 de agosto de 1903 - 19 de diciembre de 1979) fue un hacendado argentino que ejerció como Ministro de Agricultura y Ganadería de su país al principio de la presidencia de Juan Domingo Perón.

## Trayectoria
Hijo de José Sotero Picazo y María Josefa Elordy, estudió derecho y medicina en la Universidad de Buenos Aires, abandonando ambas carreras. Era estanciero y socio de la Sociedad Rural Argentina, trabajó además como administrador de empresas rurales en las provincias de Santa Fe, Buenos Aires y Córdoba. Tuvo actuación en los directorios de diversas empresas privadas, y entre ellas, fue presidente de la industria química Alarsa, la inmobiliaria Tulsa y de la Industrial Exportadora.
Apoyó la revolución del 43 y fue subsecretario de industria y comercio con Edelmiro J. Farrell hasta junio de 1946.
El presidente Juan Domingo Perón lo nombró Ministro de Agricultura de su gabinete, cargo que ocupó hasta el año 1947. Durante su gestión se continuó con las medidas de prórroga obligatoria de los arrendamientos rurales y rebajas de montos de alquileres, medidas que habían comenzado a ordenarse al final del gobierno de Ramón S. Castillo. También se llevaron adelante negociaciones entre los Centros de Oficios Varios —sindicatos de trabajadores no especializados— y los empresarios que llevaban adelante la cosecha de cereales. Más importante aún fue el inicio de una política de colonización agrícola, basada principalmente en tierras fiscales, pero que incluía también expropiaciones y ventas forzadas ante la amenaza de expropiación.
La medida más importante en cuanto a la producción agraria fue la creación en 1946 del IAPI, una empresa pública que monopolizaba la compra y exportación de todos los granos de cereales y oleaginosas del país; el IAPI otorgó previsibilidad a los precios, que eran más bajos que los que podían obtener los grandes productores de granos, pero más altos que los obtenidos por los pequeños productores, usualmente sometidos a la usura y a la presión de parte de los compradores. La diferencia entre los precios de compra y de exportación de los granos solventó en gran medida el plan de industrialización del peronismo.
Picazo Elordy renunció en agosto de 1947. Tras su breve paso por la función pública se retiró a la actividad privada, y falleció en 1979.